# Ben Webster (acteur)
Pour les articles homonymes, voir Webster.
Ben Webster, né le 2 juin 1864 – mort le 26 février 1947, est un acteur anglais, mari de l'actrice Dame May Whitty et père de la comédienne anglo-américaine  Margaret Webster (en). Son père, W. S. Webster, est le fils du fameux acteur Benjamin Nottingham Webster.

## Biographie
Ben Webster naît à Londres le 2 juin 1864 et y épouse May Whitty en 1892. Il joue au cinéma pendant plus de 30 ans de 1913 à 1943. Lui et Whitty émigrent en Californie où il résident jusqu'à la fin de leurs vies.
Il meurt à Hollywood en Californie durant une opération chirurgicale le 26 février 1947 à l'âge de 82 ans.

## Filmographie (sélection)
- 1914 :  Liberty Hall (en)
- 1914 : Enoch Arden (en)
- 1916 : Cynthia in the Wilderness (en)
- 1916 : The Vicar of Wakefield (en)
- 1916 : His Daughter's Dilemma (en)
- 1917 : The Gay Lord Quex (en)
- 1919 : 12.10 (en)
- 1924 : Miriam Rozella (en)
- 1931 : The Lyons Mail (en)
- 1933 : One Precious Year (en)
- 1934 : The Old Curiosity Shop
- 1935 : Drake of England (en)
- 1936 : Eliza Comes to Stay (en)
- 1943 : Et la vie recommence